# اک‌هایزن
اک‌هایزن (به هلندی: Ockhuizen) یک منطقهٔ مسکونی در هلند است که در اوترخت واقع شده‌است.